# Ле Туан Минь
Ле Туа́н Минь (вьет. Lê Tuấn Minh; род. 21 октября 1996, Ханой) — вьетнамский шахматист, гроссмейстер (2022). Чемпион Вьетнама (2020). В составе сборной Вьетнама — участник онлайн-олимпиады 2020.
Родился и вырос в Ханое. В шахматы научился играть в 8 лет.
В 2015 году представлял Вьетнам в зональном турнире и занял 6-е место.
Выпускник Ханойского правового университета.